# 9K115 Metis
Die 9K115 Metis (russisch 9К115 Метис, NATO-Codename AT-7 Saxhorn) ist eine tragbare Panzerabwehrlenkwaffe aus russischer Produktion. Der GRAU-Index der Lenkwaffe lautet 9M115.

## Entwicklung
Das Waffensystem wurde entwickelt, um Kampfpanzer und andere gepanzerte Fahrzeuge auf Distanzen bis maximal 1.000 m zu bekämpfen. Ebenso sollte sich das System für den Einsatz auf dem urbanen Gefechtsfeld eignen. Die Entwicklung der 9M115 im Konstruktionsbüro für Gerätebau begann 1978. Die ersten Exemplare wurden 1982 an die Sowjetarmee ausgeliefert. Die modernisierte Ausführung 9K115-2 Metis-M wurde 1992 eingeführt und bekam von der NATO die Bezeichnung AT-13 Saxhorn-2.

## Technik
Die 9M115-Lenkwaffen werden in versiegelten 9Ja55-GFK-Transport- und Startbehältern aus dem Werk ausgeliefert. Der Transport- und Startbehälter wiegt beladen 6,3 kg und wird auf die 9P151-Starteinheit aufgesetzt. Diese wiegt 10,2 kg und besteht aus der 9P152-Dreibein-Lafette, der 9S816-Zielverfolgungseinheit und der 9P152-Tageslicht-Zieloptik mit sechsfacher Vergrößerung. Hat der Schütze das Ziel anvisiert, betätigt er den Auslöser und zündet damit die Ausstoßladung, welche die Lenkwaffe aus dem Rohr ausstößt. In sicherer Entfernung zündet das Feststoff-Marschtriebwerk und beschleunigt die Lenkwaffe auf 233 m/s. Der Flugkörper erreicht durch seine Rotation von 7 bis 12 Umdrehungen pro Sekunde eine stabile Flugbahn. Um die gesamte Reichweite von 1000 m zu durchfliegen, benötigt die Waffe 5,6 Sekunden. Die durchschnittliche Fluggeschwindigkeit beträgt 180 m/s. Während des Fluges spult die Lenkwaffe einen Draht ab, über den sie Lenkkommandos erhält. Die AT-7 arbeitet nach dem SACLOS-Lenkprinzip (halbautomatische Kommandolenkung). Dabei verfolgt die 9S816-Zielverfolgungseinheit die Lenkwaffe über einen an den drei Flügeln angebrachten Infrarot-Strahler. Lenkkommandos werden in dem 9S815-Apparatenblock errechnet und über die Drahtverbindung an die Lenkwaffe übermittelt. Während des Fluges braucht der Schütze lediglich das Ziel im Fadenkreuz zu behalten. Der 9N135-Hohlladungs-Sprengkopf wird durch einen piezoelektrischen Aufschlagzünder zur Detonation gebracht und hat eine Durchschlagsleistung von 460 mm Panzerstahl.
Das Erstellen der Feuerbereitschaft dauert 12–20 Sekunden. Der Abschuss kann liegend, kniend oder auch stehend mit der geschulterten Lafette erfolgen. Die 9M115 kann aus geschlossenen Räumen eingesetzt werden, hinter der Lafette müssen aber mindestens 6 m Freiraum vorhanden sein. Ebenso darf das Raumvolumen nicht unter 100 m³ liegen. Im Normalfall erfolgt der Einsatz durch zwei Personen. Einer trägt die 9P151-Starteinheit mit einem aufgesetzten Startbehälter. Eine zweite Person transportiert drei weitere Startbehälter. Ein typischer 9K115-Trupp besteht aus sechs Mann mit drei 9P151-Lafetten und neun Lenkwaffen. Das System kann aber auch von einem einzelnen Mann transportiert und eingesetzt werden. Die minimale Bekämpfungsdistanz der 9M115 ist mit 40 m deutlich geringer als bei vergleichbaren Modellen. Es können Ziele bis zu einer Geschwindigkeit von 60 km/h bekämpft werden.

## Einsatz
Die 9K115 wurde im Tschetschenienkrieg sowie im Kaukasuskrieg 2008 eingesetzt.

## Verbreitung
- Aserbaidschan
- Bulgarien
- Kroatien
- Moldau
- Russland
- Slowenien
- Syrien
- Polen
- Ukraine
- Ungarn